# Seznam obiskov predsednika vlade Marjana Šarca
Seznam srečanj predsednika 13. vlade Republike Slovenije Marjana Šarca:

## Bilateralna srečanja

### Srečanja doma
| Datum            | Država/organizacija                                   | Kraj            | Gost                                                                   | Opombe                                                    | Vir   |
| ---------------- | ----------------------------------------------------- | --------------- | ---------------------------------------------------------------------- | --------------------------------------------------------- | ----- |
| 9. oktober 2018  | NATO                                                  | Brdo pri Kranju | Generalni sekretar Jens Stoltenberg                                    |                                                           | [ 1 ] |
| 9. januar 2019   | Republika Ciper                                       | Ljubljana       | Predsednik Nikos Anastasiades                                          | Uradni obisk (gostitelj Predsednik republike Borut Pahor) | [ 2 ] |
| 21. februar 2019 | Združeno kraljestvo Velike Britanije in Severne Irske | Ljubljana       | Državni sekretar za zunanje zadeve in zadeve Commonwealtha Jeremy Hunt | Delovni obisk                                             | [ 3 ] |
| 6. marec 2019    | Republika Avstrija                                    | Ljubljana       | Predsednik Nacionalnega sveta Wolfgang Sobotka                         | Delovni obisk                                             | [ 4 ] |

### Srečanja na tujem
| Datum             | Država/organizacija               | Kraj       | Gostitelj                                        | Opombe        | Vir    |
| ----------------- | --------------------------------- | ---------- | ------------------------------------------------ | ------------- | ------ |
| 10. oktober 2018  | Kraljevina Belgija Evropska unija | Bruselj    | Predsednik Evropskega sveta Donald Tusk          | Delovni obisk | [ 5 ]  |
| 10. oktober 2018  | Kraljevina Belgija Evropska unija | Bruselj    | Predsednik Evropske komisije Jean-Claude Juncker | Delovni obisk | [ 5 ]  |
| 10. oktober 2018  | Kraljevina Belgija Evropska unija | Bruselj    | Podpredsednik Evropske komisije Andrus Ansip     | Delovni obisk | [ 5 ]  |
| 12. oktober 2018  | Zvezna republika Nemčija          | Berlin     | Zvezna kanclerka Angela Merkel                   | Uradni obisk  | [ 6 ]  |
| 12. oktober 2018  | Zvezna republika Nemčija          | Berlin     | Predsednik Nemškega Bundestaga Wolfgang Schäuble | Uradni obisk  | [ 6 ]  |
| 8. november 2018  | Kraljevina Španija                | Madrid     | Predsednik vlade Pedro Sánchez                   | Delovni obisk | [ 7 ]  |
| 13. november 2018 | Kraljevina Danska                 | Københaven | Predsednik vlade Lars Løkke Rasmussen            | Delovni obisk | [ 8 ]  |
| 5. december 2018  | Republika Avstrija                | Dunaj      | Zvezni predsednik Alexander Van der Bellen       | Delovni obisk | [ 9 ]  |
| 5. december 2018  | Republika Avstrija                | Dunaj      | Zvezni kancler Sebastian Kurz                    | Delovni obisk | [ 9 ]  |
| 19. februar 2019  | Republika Finska                  | Helsinki   | Predsednik vlade Juha Sipilä                     | Delovni obisk | [ 10 ] |

## Multilateralna srečanja

### Srečanja doma
| Datum              | Dogodek                                              | Kraj            | Gostitelj                                                                           | Gosti | Opombe                                  | Vir    |
| ------------------ | ---------------------------------------------------- | --------------- | ----------------------------------------------------------------------------------- | --- | --------------------------------------- | ------ |
| 10. september 2018 | 13. Strateški forum Bled                             | Bled            | Minister za zunanje zadeve Karl Erjavec                                             | Michel Barnier, glavni pogajalec EU z Veliko Britanijo pod 50. členom PEU |                                         |        |
| 16. november 2018  | 42. zasedanje Evropske skupine Trilateralne komisije | Ljubljana       | Član Franjo Bobinac Predsednik Jean-Claude Trichet Predsednik republike Borut Pahor | Ana Brnabić, predsednica vlade Republike Srbije Jose Manuel Baroso, nekdanji predsednik Evropske komisije in nekdanji predsednik vlade Portugalske republike Herman Van Rompuy, nekdanji predsednik Evropskega sveta in nekdanji predsednik vlade Kraljevine Belgije Mario Monti, nekdanji predsednik vlade Italijanske republike Alain Juppé, nekdanji predsednik vlade Francoske republike Janez Janša, nekdanji predsednik Evropskega sveta in nekdanji predsednik vlade Republike Slovenije Violeta Bulc, evropska komisarka za promet Toomas Hendrik Ilves, nekdanji predsednik Republike Estonije in drugi... | Nagovor predsednika vlade Marjana Šarca | [ 11 ] |
| 30. januar 2019    | Sprejem za diplomatski zbor                          | Brdo pri Kranju | Predsednik republike Borut Pahor Predsednik vlade Marjan Šarec                      | Juliusz Janusz, doajen diplomatskega zbora Člani diplomatskega zbora, ki so akreditirani v Republiki Sloveniji |                                         |        |

### Srečanja na tujem
| Datum                     | Država/organizacija                                                      | Kraj            | Gostitelj                                                                          | Opombe | Vir           |
| ------------------------- | ------------------------------------------------------------------------ | --------------- | ---------------------------------------------------------------------------------- | --- | ------------- |
| 19. in 20. september 2018 | Republika Avstrija Evropska unija                                        | Salzburg        | Zvezni kancler Sebastian Kurz                                                      | Neformalno zasedanje voditeljev EU (v okviru avstrijskega predsedovanja Svetu) | [ 12 ]        |
| 17. oktober 2018          | Kraljevina Belgija Zavezništvo liberalcev in demokratov za Evropo (ALDE) | Bruselj         | Predsednik ALDE Hans van Baalen Vodja politične skupine ALDE Guy Verhofstadt       | Srečanje pred zasedanjem Evropskega sveta Kraljevina Nizozemska (Predsednik vlade Mark Rutte) Češka republika (Predsednik vlade Andrej Babiš) Kraljevina Danska (Predsednik vlade Lars Løkke Rasmussen) Veliko vojvodstvo Luksemburg (Predsednik vlade Xavier Bettel) Kraljevina Belgija (Predsednik vlade Charles Michel) Republika Finska (Predsednik vlade Juha Sipilä) Republika Estonija (Predsednik vlade Jüri Ratas) Evropska komisija (Podpredsednik Andrus Ansip) Evropska komisija (Komisarka Violeta Bulc) Evropska komisija (Komisarka Cecilia Malmström) Evropska komisija (Komisarka Vĕra Jourová) Evropska komisija (Komisarka Margrethe Vestager) Evropska investicijska banka (Predsednik Werner Hoyer) | [ 13 ]        |
| 17. in 18. oktober 2018   | Kraljevina Belgija Evropska unija                                        | Bruselj         | Predsednik Evropskega sveta Donald Tusk                                            | Zasedanje Evropskega sveta ("brexit", migracije in notranja varnost) | [ 14 ]        |
| 18. oktober 2018          | Kraljevina Belgija Evropska unija                                        | Bruselj         | Predsednik Evroskupine Mário Centeno                                               | Vrh držav evrskega območja | [ 14 ]        |
| 18. in 19. oktober 2018   | Kraljevina Belgija Evropska unija                                        | Bruselj         | Predsednik Evropskega sveta Donald Tusk                                            | 12. azijsko-evropsko srečanje (ASEM) | [ 15 ]        |
| 13. november 2018         | Kraljevina Danska                                                        | Københaven      | Predsednik vlade Lars Løkke Rasmussen                                              | Neformalno srečanje voditeljev iz stranke ALDE Kraljevina Belgija (Predsednik vlade Charles Michel) Češka republika (Predsednik vlade Andrej Babiš) Kraljevina Danska (Predsednik vlade Lars Løkke Rasmussen) Republika Estonija (Predsednik vlade Jüri Ratas) Republika Finska (Predsednik vlade Juha Sipilä) Veliko vojvodstvo Luksemburg (Predsednik vlade Xavier Bettel) Kraljevina Nizozemska (Predsednik vlade Mark Rutte) | [ 8 ]         |
| 25. november 2018         | Kraljevina Belgija Evropska unija                                        | Bruselj         | Predsednik Evropskega sveta Donald Tusk                                            | Izredno zasedanje Evropskega sveta ("brexit") | [ 16 ]        |
| 29. november 2018         | Slovaška republika                                                       | Bratislava      | Predsednik vlade Peter Pellegrini                                                  | Vrh prijateljev kohezije | [ 17 ]        |
| 13. december 2018         | Kraljevina Belgija Zavezništvo liberalcev in demokratov za Evropo (ALDE) | Bruselj         | Predsednik ALDE Hans van Baalen Vodja politične skupine ALDE Guy Verhofstadt       | Srečanje pred zasedanjem Evropskega sveta Kraljevina Nizozemska (Predsednik vlade Mark Rutte) Kraljevina Danska (Predsednik vlade Lars Løkke Rasmussen) Veliko vojvodstvo Luksemburg (Predsednik vlade Xavier Bettel) Kraljevina Belgija (Predsednik vlade Charles Michel) Republika Finska (Predsednik vlade Juha Sipilä) Republika Estonija (Predsednik vlade Jüri Ratas) Evropska komisija (Podpredsednik Andrus Ansip) Evropska komisija (Komisarka Violeta Bulc) Evropska komisija (Komisarka Cecilia Malmström) Evropska komisija (Komisarka Vĕra Jourová) Evropska komisija (Komisarka Margrethe Vestager) | [ 18 ]        |
| 13. in 14. december 2018  | Kraljevina Belgija Evropska unija                                        | Bruselj         | Predsednik Evropskega sveta Donald Tusk                                            | Zasedanje Evropskega sveta | [ 19 ] [ 20 ] |
| 14. december 2018         | Kraljevina Belgija Evropska unija                                        | Bruselj         | Predsednik Evroskupine Mário Centeno                                               | Vrh držav evrskega območja | [ 19 ] [ 20 ] |
| 18. december 2018         | Republika Avstrija Evropska unija                                        | Dunaj           | Zvezni kancler Sebastian Kurz Predsednik in predsedujoči Afriški uniji Paul Kagame | Forum na visoki ravni Afrika-Evropa | [ 21 ]        |
| 23.-25. januar 2019       | Švicarska konfederacija                                                  | Davos           | Izvršni predsednik Klaus Schwab                                                    | Svetovni gospodarski forum 2019 | [ 22 ]        |
| 19. februar 2019          | Republika Finska                                                         | Helsinki        | Predsednik vlade Juha Sipilä                                                       | Neformalno srečanje voditeljev iz stranke ALDE Kraljevina Belgija (Predsednik vlade Charles Michel) Kraljevina Danska (Predsednik vlade Lars Løkke Rasmussen) Republika Estonija (Predsednik vlade Jüri Ratas) Republika Finska (Predsednik vlade Juha Sipilä) Kraljevina Nizozemska (Predsednik vlade Mark Rutte) | [ 23 ]        |
| 24. in 25. februar 2019   | Arabska republika Egipt                                                  | Sharm El Sheikh | Predsednik Abdel Fattah el-Sisi                                                    | 1. vrh EU-Liga arabskih držav | [ 24 ]        |
| 21. in 22. marec 2019     | Kraljevina Belgija Evropska unija                                        | Bruselj         | Predsednik Evropskega sveta Donald Tusk                                            | Zasedanje Evropskega sveta |               |
| 11. in 12. april 2019     | Republika Hrvaška                                                        | Dubrovnik       | Predsednik vlade Andrej Plenković                                                  | Vrh 16+1 | [ 25 ]        |
| 29. april 2019            | Zvezna republika Nemčija                                                 | Berlin          | Zvezna kanclerka Angela Merkel                                                     | Neformalno srečanje na temo Zahodnega Balkana | [ 26 ]        |
| 29. april 2019            | Zvezna republika Nemčija                                                 | Berlin          | Predsednik Emmanuel Macron                                                         | Neformalno srečanje na temo Zahodnega Balkana | [ 26 ]        |
| 9. maj 2019               | Romunija                                                                 | Sibiu           | Predsednik Klaus Iohannis                                                          | Neformalno zasedanje voditeljev EU | [ 27 ]        |
| 20. in 21. junij 2019     | Kraljevina Belgija Evropska unija                                        | Bruselj         | Predsednik Evropskega sveta Donald Tusk                                            | Zasedanje Evropskega sveta |               |

## Srečanja ob robu
| Datum               | Država/organizacija             | Kraj      | Gost                                                   | Dogodek                           | Dogodek                              | Vir    |
| ------------------- | ------------------------------- | --------- | ------------------------------------------------------ | --------------------------------- | ------------------------------------ | ------ |
| 10. september 2018  | Evropska unija                  | Ljubljana | Glavni pogajalec EU za Brexit Michel Barnier           | Republika Slovenija               | 13. Strateški forum Bled             | [ 28 ] |
| 18. oktober 2018    | Francoska republika             | Bruselj   | Predsednik Emmanuel Macron                             | Kraljevina Belgija Evropska unija | 12. azijsko-evropsko srečanje (ASEM) | [ 29 ] |
| 18. oktober 2018    | Ruska federacija                | Bruselj   | Predsednik vlade Dimitrij Medvedjev                    | Kraljevina Belgija Evropska unija | 12. azijsko-evropsko srečanje (ASEM) | [ 29 ] |
| 18. oktober 2018    | Socialistična republika Vietnam | Bruselj   | Predsednik vlade Ngujen Ksuan Puk                      | Kraljevina Belgija Evropska unija | 12. azijsko-evropsko srečanje (ASEM) | [ 29 ] |
| 18. december 2018   | Arabska republika Egipt         | Dunaj     | Predsednik Abdel Fattah El-Sisi                        | Republika Avstrija Evropska unija | Forum na visoki ravni Afrika-Evropa  | [ 21 ] |
| 18. december 2018   | Republika Ruanda                | Dunaj     | Predsednik Paul Kagame                                 | Republika Avstrija Evropska unija | Forum na visoki ravni Afrika-Evropa  | [ 21 ] |
| 18. december 2018   | Republika Niger                 | Dunaj     | Minister svetovalec predsednika Ibrahima Guimba-Saidou | Republika Avstrija Evropska unija | Forum na visoki ravni Afrika-Evropa  | [ 21 ] |
| 23.-25. januar 2019 | Republika Srbija                | Davos     | Predsednik Aleksandar Vučić                            | Švicarska konfederacija           | Svetovni gospodarski forum 2019      | [ 30 ] |
| 23.-25. januar 2019 | Črna gora                       | Davos     | Predsednik vlade Duško Marković                        | Švicarska konfederacija           | Svetovni gospodarski forum 2019      | [ 30 ] |
| 23.-25. januar 2019 | Republika Makedonija            | Davos     | Predsednik vlade Zoran Zaev                            | Švicarska konfederacija           | Svetovni gospodarski forum 2019      | [ 30 ] |
| 23.-25. januar 2019 | Evropska investicijska banka    | Davos     | Predsednik Werner Hoyer                                | Švicarska konfederacija           | Svetovni gospodarski forum 2019      | [ 30 ] |
| 11. april 2019      | Ljudska republika Kitajska      | Dubrovnik | Predsednik vlade Li Kečiang                            | Republika Hrvaška                 | Vrh 16+1                             | [ 31 ] |

## Galerija
- Šarec in Rick Perry (Ljubljana, 2019)
- Šarec z latvijsko predsednico Saeime. (2019)
- Šarec in Dmitrij Medvedjev (oktober 2018)